# Bruce Campbell (cestista)
Bruce K. Campbell (New Haven, 5 ottobre 1955 – 8 marzo 2013) è stato un cestista statunitense, professionista in Italia.

## Carriera
Venne selezionato dai New Jersey Nets all'ottavo giro del Draft NBA 1978 (153ª scelta assoluta).